# Französische Rugby-Union-Meisterschaft 2011/12
Die Saison 2011/12 war die 113. Austragung der französischen Rugby-Union-Meisterschaft (französisch Championnat de France de rugby à XV). Sie umfasste 14 Mannschaften in der obersten Liga Top 14 und 16 Mannschaften in der zweithöchsten Liga Pro D2.

## Top 14
Die reguläre Saison der Top 14 umfasste 26 Spieltage (je eine Vor- und Rückrunde). Sie begann am 26. August 2011 und dauerte bis zum 13. Mai 2012. Die zwei bestplatzierten Mannschaften qualifizierten sich direkt für das Halbfinale und trafen dort auf die Gewinner der Viertelfinalspiele, die zwischen den Dritt- bis Sechstplatzierten ausgetragen wurden. Im Endspiel, das am 9. Juni 2012 im Stade de France in Saint-Denis stattfand, trafen die zwei Halbfinalsieger aufeinander und spielten um den Bouclier de Brennus. Dabei setzte sich Titelverteidiger Stade Toulousain gegen den RC Toulon durch und errang zum 19. Mal den Meistertitel. Der CA Brive und Lyon Olympique Universitaire mussten in die Pro D2 absteigen.

### Tabelle
M = Amtierender Meister

A = Aufsteiger
|     | Team                             | Spiele | Siege | Unent. | Ndlg. | Spiel- punkte | Diff. | Bonus- punkte | Tabellen- punkte |
| --- | -------------------------------- | ------ | ----- | ------ | ----- | ------------- | ----- | ------------- | ---------------- |
| 01. | Stade Toulousain (M)             | 26     | 19    | 1      | 6     | 629:448       | + 181 | 9             | 87               |
| 02. | ASM Clermont Auvergne            | 26     | 19    | 2      | 5     | 644:364       | + 280 | 7             | 87               |
| 03. | RC Toulon                        | 26     | 14    | 5      | 7     | 581:393       | + 188 | 7             | 73               |
| 04. | Castres Olympique                | 26     | 14    | 4      | 8     | 585:522       | + 63  | 5             | 69               |
| 05. | Montpellier Hérault Rugby        | 26     | 14    | 1      | 11    | 601:505       | + 96  | 9             | 67               |
| 06. | Racing Métro 92                  | 26     | 13    | 1      | 12    | 569:538       | + 31  | 10            | 64               |
| 07. | Stade Français                   | 26     | 11    | 2      | 13    | 568:588       | − 20  | 10            | 58               |
| 08. | Union Bordeaux Bègles (A)        | 26     | 12    | 0      | 14    | 493:619       | − 126 | 5             | 53               |
| 09. | Biarritz Olympique               | 26     | 10    | 2      | 14    | 424:518       | − 94  | 8             | 52               |
| 10. | SU Agen                          | 26     | 12    | 1      | 13    | 479:573       | − 94  | 2             | 52               |
| 11. | USA Perpignan                    | 26     | 9     | 2      | 15    | 515:578       | − 63  | 9             | 49               |
| 12. | Aviron Bayonnais                 | 26     | 9     | 3      | 14    | 479:619       | − 140 | 6             | 48               |
| 13. | CA Brive                         | 26     | 7     | 1      | 18    | 408:488       | − 80  | 12            | 42               |
| 14. | Lyon Olympique Universitaire (A) | 26     | 5     | 3      | 18    | 369:591       | − 222 | 5             | 31               |

Die Punkte werden wie folgt verteilt:
- 5 Punkte bei einem Forfaitsieg
- 4 Punkte bei einem Sieg
- 2 Punkte bei einem Unentschieden
- 0 Punkte bei einer Niederlage (vor möglichen Bonuspunkten)
- −2 Punkte bei einer Forfaitniederlage
- 1 Bonuspunkt bei drei Versuchen mehr als der Gegner
- 1 Bonuspunkt bei einer Niederlage mit weniger als sieben Punkten Unterschied

### Finalphase

#### Viertelfinale
| 25. Mai 2012 21:00 Uhr | Castres Olympique | 31 : 15        | Montpellier Hérault Rugby                                                                         | Stade Ernest-Wallon, Toulouse Zuschauer: 15.203 Schiedsrichter: Patrick Péchambert |
| 25. Mai 2012 21:00 Uhr | Versuche: Lacrampe 18. erh. Erhöhungen: Teulet (1/1) Straftritte: Bernard (5/5) 2., 33., 44., 50., 60. Teulet (3/3) 15., 38., 72. | (19:8) Bericht | Versuche: Tulou 36. n.erh. Fakate 68. erh. Erhöhungen: Bustos (1/2) Straftritte: Bustos (1/1) 23. | Stade Ernest-Wallon, Toulouse Zuschauer: 15.203 Schiedsrichter: Patrick Péchambert |

| 25. Mai 2012 21:00 Uhr | RC Toulon                                                                                 | 17 : 13        | Racing Métro 92                                                                                  | Stade Mayol, Toulon Zuschauer: 14.091 Schiedsrichter: Mathieu Raynal |
| 25. Mai 2012 21:00 Uhr | Versuche: Armitage 66. n.erh. Straftritte: Wilkinson (1/1) 35. Giteau (3/3) 58., 62., 80. | (3:13) Bericht | Versuche: Fall 27. erh. Erhöhungen: Descons (1/1) Straftritte: Steyn (1/1) 16. Descons (1/1) 32. | Stade Mayol, Toulon Zuschauer: 14.091 Schiedsrichter: Mathieu Raynal |

#### Halbfinale
| 2. Juni 2012 21:00 Uhr | Stade Toulousain                                                                                        | 24 : 15         | Castres Olympique                                                                      | Stadium Municipal, Toulouse Zuschauer: 36.121 Schiedsrichter: Jérôme Garcès |
| 2. Juni 2012 21:00 Uhr | Straftritte: McAlister (6/6) 6., 11., 29., 51., 61., 71. Beauxis (1/1) 39. Dropgoals: Beauxis (1/1) 20. | (15:12) Bericht | Straftritte: Bernard (3/3) 18., 26., 46. Teulet (1/1) 37. Dropgoals: Bernard (1/1) 18. | Stadium Municipal, Toulouse Zuschauer: 36.121 Schiedsrichter: Jérôme Garcès |

| 3. Juni 2012 16:45 Uhr | ASM Clermont Auvergne                      | 12 : 15       | RC Toulon                                            | Stadium Municipal, Toulouse Zuschauer: 35.608 Schiedsrichter: Pascal Gaüzère |
| 3. Juni 2012 16:45 Uhr | Straftritte: Parra (4/4) 8., 30., 62., 73. | (6:9) Bericht | Straftritte: Wilkinson (5/5) 12., 22., 34., 59., 77. | Stadium Municipal, Toulouse Zuschauer: 35.608 Schiedsrichter: Pascal Gaüzère |

#### Finale
| 9. Juni 2012 18:00 Uhr | Stade Toulousain                                         | 18 : 12       | RC Toulon                                      | Stade de France, Saint-Denis Zuschauer: 79.612 Schiedsrichter: Romain Poite |
| 9. Juni 2012 18:00 Uhr | Straftritte: McAlister (6/6) 3., 21., 35., 42., 64., 68. | (9:9) Bericht | Straftritte: Wilkinson (4/6) 1., 27., 32., 46. | Stade de France, Saint-Denis Zuschauer: 79.612 Schiedsrichter: Romain Poite |

| 15                 | Clément Poitrenaud  |             |
| 14                 | Vincent Clerc       |             |
| 13                 | Yann David          | 61.         |
| 12                 | Florian Fritz       |             |
| 11                 | Timoci Matanavou    |             |
| 10                 | Luke McAlister      | 70.         |
| 09                 | Jean-Marc Doussain  | 50.         |
| 08                 | Louis Picamoles     |             |
| 07                 | Thierry Dusautoir   |             |
| 06                 | Jean Bouilhou       | 53. 62. 68. |
| 05                 | Patricio Albacete   |             |
| 04                 | Yoann Maestri       | 76.         |
| 03                 | Census Johnston     |             |
| 02                 | William Servat      |             |
| 01                 | Gurthrö Steenkamp   | 76.         |
| Auswechselspieler: |                     |             |
| 16                 | Christopher Tolofua | 53. 62.     |
| 17                 | Daan Human          | 76.         |
| 18                 | Yannick Nyanga      | 68.         |
| 19                 | Grégory Lamboley    | 76.         |
| 20                 | Luke Burgess        | 50.         |
| 21                 | Lionel Beauxis      | 70.         |
| 22                 | Yannick Jauzion     | 61.         |
| 23                 | Yohan Montes        |             |

| 15                 | Benjamin Lapeyre            |             |
| 14                 | Alexis Palisson             |             |
| 13                 | Mathieu Bastareaud          |             |
| 12                 | Matt Giteau                 |             |
| 11                 | David Smith                 |             |
| 10                 | Jonny Wilkinson             |             |
| 09                 | Sébastien Tillous-Borde     |             |
| 08                 | Juan Martín Fernández Lobbe |             |
| 07                 | Steffon Armitage            |             |
| 06                 | Joe van Niekerk             | 53. 62. 68. |
| 05                 | Simon Shaw                  | 61.         |
| 04                 | Bakkies Botha               |             |
| 03                 | Davit Kubriashvili          | 73.         |
| 02                 | Sébastien Bruno             | 70.         |
| 01                 | Eifion Lewis-Roberts        | 74.         |
| Auswechselspieler: |                             |             |
| 16                 | Mickaël Ivaldi              | 53. 62. 70. |
| 17                 | Laurent Emmanuelli          | 74.         |
| 18                 | Christophe Samson           | 61.         |
| 19                 | Pierrick Gunther            | 68. 70. 73. |
| 20                 | Geoffroy Messina            |             |
| 21                 | Luke Rooney                 |             |
| 22                 | Fabien Cibray               |             |
| 23                 | Lewan Tschilatschawa        | 70.         |

### Statistik

#### Meiste erzielte Versuche
|    | Name            | Versuche | Verein                    |
| -- | --------------- | -------- | ------------------------- |
| 1. | Timoci Nagusa   | 11       | Montpellier Hérault Rugby |
| 2. | Romain Martial  | 10       | Castres Olympique         |
| 2. | Timoci Matanavu | 10       | Stade Toulousain          |
| 2. | Yves Donguy     | 10       | Stade Toulousain          |
| 5. | Alex Tulou      | 9        | Montpellier Hérault Rugby |

#### Meiste erzielte Punkte
|    | Name                 | Punkte | Versuche | Erhöhungen | Penaltys | Dropkicks | Verein                    |
| -- | -------------------- | ------ | -------- | ---------- | -------- | --------- | ------------------------- |
| 1. | Jonny Wilkinson      | 273    | 0        | 24         | 75       | 0         | RC Toulon                 |
| 2. | Conrad Barnard       | 267    | 0        | 15         | 75       | 4         | SU Agen                   |
| 3. | Romain Teulet        | 249    | 0        | 30         | 62       | 1         | Castres Olympique         |
| 4. | Martín Bustos Moyano | 213    | 3        | 27         | 48       | 0         | Montpellier Hérault Rugby |
| 5. | Julien Dupuy         | 206    | 2        | 23         | 50       | 0         | Stade Français            |

## Pro D2
Die reguläre Saison der Pro D2 umfasste 30 Spieltage (je eine Vor- und Rückrunde). Sie begann am 3. September 2011 und dauerte bis zum 12. Mai 2012. Als bestplatzierte Mannschaft stieg der FC Grenoble direkt in die Top 14 auf. Die Mannschaften auf den Plätzen 2 bis 5 bestritten ein Playoff und den zweiten Aufstiegsplatz. Diesen sicherte sich Stade Montois. Die letztplatzierte CA Périgueux musste in die Amateurliga Fédérale 1 absteigen, ebenso die neuntplatzierte CS Bourgoin-Jallieu, die von der Ligue nationale de rugby aus finanziellen Gründen keine Profilizenz erhielt.

### Tabelle
T = Absteiger Top 14

F = Aufsteiger Fédérale 1
|     | Team                           | Spiele | Siege | Unent. | Ndlg. | Spiel- punkte | Diff. | Bonus- punkte | Tabellen- punkte |
| --- | ------------------------------ | ------ | ----- | ------ | ----- | ------------- | ----- | ------------- | ---------------- |
| 01. | FC Grenoble                    | 30     | 22    | 1      | 7     | 727:398       | + 329 | 15            | 105              |
| 02. | Section Paloise                | 30     | 19    | 1      | 10    | 602:536       | + 66  | 9             | 87               |
| 03. | Stade Montois                  | 30     | 19    | 0      | 11    | 569:453       | + 116 | 8             | 84               |
| 04. | US Dax                         | 30     | 18    | 3      | 9     | 593:508       | + 85  | 6             | 84               |
| 05. | Atlantique Stade Rochelais (T) | 30     | 18    | 0      | 12    | 668:563       | + 105 | 9             | 81               |
| 06. | US Carcassonne                 | 30     | 17    | 2      | 11    | 659:616       | + 43  | 9             | 81               |
| 07. | SC Albi                        | 30     | 14    | 0      | 16    | 630:633       | − 3   | 16            | 72               |
| 08. | US Oyonnax                     | 30     | 14    | 1      | 15    | 594:589       | + 5   | 11            | 69               |
| 09. | CS Bourgoin-Jallieu (T)        | 30     | 14    | 0      | 16    | 620:674       | − 54  | 10            | 66               |
| 10. | FC Auch                        | 30     | 14    | 1      | 15    | 489:557       | − 68  | 7             | 65               |
| 11. | Pays d’Aix RC                  | 30     | 12    | 1      | 17    | 658:682       | − 24  | 13            | 63               |
| 12. | Tarbes Pyrénées Rugby          | 30     | 13    | 0      | 17    | 561:646       | − 85  | 9             | 61               |
| 13. | Stade Aurillacois              | 30     | 12    | 2      | 16    | 570:610       | − 40  | 8             | 60               |
| 14. | RC Narbonne                    | 30     | 12    | 0      | 18    | 550:654       | − 104 | 11            | 59               |
| 15. | AS Béziers (F)                 | 30     | 9     | 0      | 21    | 499:673       | − 174 | 10            | 46               |
| 16. | CA Périgueux (F)               | 30     | 7     | 0      | 23    | 516:713       | − 197 | 13            | 41               |

Die Punkte werden wie folgt verteilt:
- 5 Punkte bei einem Forfaitsieg
- 4 Punkte bei einem Sieg
- 2 Punkte bei einem Unentschieden
- 0 Punkte bei einer Niederlage (vor möglichen Bonuspunkten)
- −2 Punkte bei einer Forfaitniederlage
- 1 Bonuspunkt bei drei Versuchen mehr als der Gegner
- 1 Bonuspunkt bei einer Niederlage mit weniger als sieben Punkten Unterschied

### Playoff um den zweiten Aufstiegsplatz

#### Halbfinale
| 19. Mai 2012 15:10 Uhr | Section Paloise | 16 : 14 | Atlantique Stade Rochelais | Stade du Hameau, Pau |
| 19. Mai 2012 15:10 Uhr |                 |         |                            | Stade du Hameau, Pau |

| 20. Mai 2012 18:00 Uhr | Stade Montois | 24 : 20 | US Dax | Stade Guy-Boniface, Mont-de-Marsan |
| 20. Mai 2012 18:00 Uhr |               |         |        | Stade Guy-Boniface, Mont-de-Marsan |

#### Finale
| 27. Mai 2012 14:00 Uhr | Section Paloise | 20 : 29 | Stade Montois | Stade Chaban-Delmas, Bordeaux |
| 27. Mai 2012 14:00 Uhr |                 |         |               | Stade Chaban-Delmas, Bordeaux |